# Johann Georg Spitzer
Johann Georg Spitzer (vor 1633 – nach 1681) war ein deutscher Patrizier und von 1655 bis 1682 Bürgermeister der Reichsstadt Heilbronn.
1633 war er Mitglied des inneren, kleinen Patrizierrats von Heilbronn („von den burgern“), 1636 war er Steuerherr, 1644 Schultheiß und von 1655 bis 1682 Bürgermeister. Seit 1650 war er auch Vogt von Flein.
Er heiratete Anna Maria Orth, Witwe des Bürgermeisters Philipp Orth d. J. und Enkeltochter des ehemaligen Bürgermeister Wendel Ans. Aus dem Besitz der Witwe Orth verfügte er über das Orthsche Seegut im Osten der Stadt Heilbronn, das er 1653 an die Familie Trapp verkaufte, nach der es heute noch Trappensee heißt.
Das Wappen der Spitzer stellt sowohl als Wappen wie auch als Helmzier eine unbekleidete Frau mit offenem Haar dar. Die Frau hält in der rechten Hand ein Hexagramm und wird vor einem Hintergrund dargestellt, der zu einer Hälfte himmelblau und zu anderen Hälfte goldfarben ist.